# Minamibōsō (Chiba)
Minamibōsō (南房総市 Minamibōsō-shi?) es una ciudad localizada en Chiba, Japón.
La ciudad fue creada el 20 de marzo de 2006, cuando se fusionaron los pueblos de Chikura, Maruyama, Shirahama, Tomiura, Tomiyama y Wada, y la villa de Miyoshi, del Distrito de Awa.